# Marcus Oliphant
Sir Marcus Laurence Elwin "Mark" Oliphant, AC, KBE, FRS, FAA (8 de outubro de 1901 – 14 de julho de 2000) foi um físico e humanitário australiano, que teve um papel de destaque na primeira demonstração experimental da fusão nuclear e também no desenvolvimento de armamento nuclear.
Nascido e crescido em Adelaide, na região Sul da Austrália, Oliphant licenciou-se na Universidade de Adelaide em 1922. Em 1927, recebeu uma bolsa de estudos para premiar a investigação que levou a cabo sobre o mercúrio, viajando, depois, para Inglaterra, onde estudou sob a supervisão de Sir Ernest Rutherford no Laboratório Cavendish da Universidade de Cambridge. Ali, utilizou um acelerador de partículas para disparar um núcleo de hidrogénio pesado (deuteriões) contra vários alvos. Descobriu o núcleo de hélio-3 (heliões) e trítio (tritiões). Também descobriu que quando reagem entre eles, as partículas que são libertadas têm muito mais energia do que aquela com que começaram. A energia foi libertada a partir do interior dos núcleos, e ele apercebeu-se que isso era o resultado de uma fusão nuclear.
Oliphant deixou o Laboratório Cavendish em 1937 para ser professor de Física na Universidade de Birmingham. Tentou construir um cíclotron de Predefinição:Convert/inch na universidade, mas aquela foi adiada por causa do início da Segunda Grande Guerra na Europa em 1939. Oliphant fez parte do desenvolvimento do [radar]], liderando um grupo na Universidade de Birmingham que incluía John Randall e Harry Boot. Criaram um novo desenho radical, o magnetrão, que tornou o radar de microondas possível. Oliphant também fez parte da Comissão MAUD, a qual relatou, em Julho de 1941, que uma bomba atómica não só era possível de ser construída, mas que também podia ser produzida em inícios de 1943. Oliphant teve um papel-chave na divulgação desta descoberta nos Estados Unidos, dando assim início ao chamado Projecto Manhattan. Mais tarde, em plena guerra, trabalhou com o seu amigo Ernest Lawrence no Laboratório de Radiação do MIT em Berkeley, California, onde desenvolveu a separação isotópica electromagnética.
Depois da guerra, Oliphant regressou à Austrália para ser o primeiro director da Escola de Investigação de Ciências Físicas e Engenharia na nova Universidade Nacional da Austrália, onde deu início ao desenvolvimento e construção do maior gerador unipolar do mundo (500 megajoule). Reformou-se em 1976, mas foi nomeado Governador da Austrália do Sul por escolha do primeiro-ministro, Don Dunstan. Oliphant fez parte da formação do partido político Democratas Australianos, e presidiu à reunião em Melbourne em 1977, a qual marcou o lançamento do partido. Depois de ver a sua esposa Rosa sofrer com uma doença prolongada, acabando por falecer em 1987, tornou-se um defensor da eutanásia voluntária. Oliphant morreu em Canberra em 2000.

## Obras
- Oliphant, Mark (1949). The Atomic age. London: G. Allen and Unwin. OCLC 880015
- — (1970). Science and the Future. Bedford Park, South Australia: Flinders University Science Association. OCLC 37096592
- — (1972). Rutherford: Recollections of the Cambridge Days. Amsterdam: Elsevier Pub. Co. ISBN 978-0-444-40968-3. OCLC 379045